# Mezőszabolcs
Mezőszabolcs (Săbolciu), település Romániában, a Partiumban, Bihar megyében.

## Fekvése
Nagyváradtól keletre, a Sebes-Körös jobb partján, Telegdtől nyugatra, Kabaláspataktól délnyugatra fekvő település.

## Története
Mezőszabolcs (Szabolcs) Árpád-kori település. Neve már a tatárjárás előtt mint a Csanád nemzetségből származó Tamás comes birtoka szerepelt.
1256-ban Zobolch, Zabolch, 1518 után Zabolcz, 1913-ban Mezőszabolcs néven írták.
1308-ban p. Zabolch a Csanád nemzetségből származó Telegdiek birtoka és a telegdi uradalom része volt.
1256-ban Geregye nemzetségből való Pál ispán visszabocsátja a Csanád nemzetségbeli Pongrác fiainak, s ekkor Telegddel közös határát is megjárták.
1271-ben Geregye nemzetségbeli Miklós vajda átengedte Telegd és Szabolcs részeit T
1308-ban Tamás fiainak: Chyanadinus magister váradi olvasókanonok, Lőrinc, Miklós és Pongrác osztozásakor Csanád váradi olvasókanonok kapta.
1518 u. szerepelt egy oklevélben Zabolcz-i Havasi Lőrinc Szf-i Mikola László intézője egy alsófüldi (Kolozs vármegye) visszaiktatáson. (KmJkv 3699)
1561-ben Mezőszabolcson Tamás comes utódai, a Thelegdyek osztoztak meg.
Az 1800-as évek első felében a Sulyok, Szegezdy és a Kovács család birtoka volt. Ősi egyháza nem bent a faluban, hanem kint, a holt Körös partján állt.
1851-ben Fényes Elek írta a településről:
Bihar vármegyében, 381 óhitü lakossal, s anyatemplommal. Sárga agyagos földje jó mivelést kiván; erdeje derék. Birják: Bölönyi, Szegezdy, Sulyok, Várady, Bogdán, Miskolczy, Tardi, Lélek, Büge családok.
1910-ben 571 lakosából 43 magyar, 491 román, 37 cigány volt. Ebből 20 római katolikus, 527 görögkeleti ortodox, 13 izraelita volt.
A trianoni békeszerződés előtt Bihar vármegye Központi járásához tartozott.
Mezőszabolcshoz tartozott Kis-Hodos puszta is, mely szintén Telegdy birtok volt és neve 1503-ban a család részére kiállított új adománylevélbe is belekerült.

## Nevezetességek
- Görögkeleti temploma - 1803-ban épült.